# سوپر لیگ فوتبال چین
سوپر لیگ فوتبال چین (به چینی: 中国足球协会超级联赛) (به پین‌یینی: Zhōngguó Zúqiú Xiéhuì Chāojí Liánsài) معتبرترین لیگ فوتبال در کشور چین است که از سال ۲۰۰۴ میلادی تاکنون در این کشور برگزار می‌شود. ۱۶ باشگاه در این مسابقات حضور دارند که در پایان هر فصل دو تیم آخر به دسته یک سقوط می‌کنند و دو تیم اول دسته یک جایگزین آن‌ها می‌شوند.
گوانگ‌ژو اورگراند با ۸ قهرمانی پرافتخارترین تیم این مسابقات به حساب می‌آید.

## باشگاه های فصل ۲۰۲۴
| باشگاه                           | سرمربی            | کاپیتان               | کیت  | حامی پیراهن                                                                                    |
| -------------------------------- | ----------------- | --------------------- | ---- | ---------------------------------------------------------------------------------------------- |
| باشگاه فوتبال بیجینگ گوان        | Ricardo Soares    | Yu Dabao              | Nike | JD.com                                                                                         |
| باشگاه فوتبال کانگجو مایتی لاینز | Zhao Junzhe       | Shao Puliang          | Nike | Cangzhou Construction Investment Ever Bright Group Shijiazhuang Huirong Rural Cooperative Bank |
| باشگاه فوتبال چانگچون یاتای      | Chen Yang         | Serginho              | Nike | Northeast Securities Yatai Building Materials                                                  |
| Chengdu Rongcheng F.C.           | Seo Jung-won      | Tim Chow              | Nike | Chengdu Rongcheng                                                                              |
| باشگاه فوتبال لویانگ لونگمن      | Nam Ki-il         | Wang Shangyuan        | Nike | Zhengzhou Development Investment Group Yujian Group                                            |
| Meizhou Hakka                    | Pablo Villar      | Shi Liang             | Nike | None                                                                                           |
| Nantong Zhiyun                   | Mihajlo Jurasović | Liu Wei               | Nike | None                                                                                           |
| Qingdao Hainiu                   | Yasen Petrov      | Sha Yibo              | Nike | Fight for Tsingtao                                                                             |
| Qingdao West Coast               | Hisashi Kurosaki  | Tian Yong             | Nike | Xihai'an New Area                                                                              |
| باشگاه فوتبال شاندونگ لیونگ      | Choi Kang-hee     | Zheng Zheng           | Nike | Shandong Taishan                                                                               |
| باشگاه فوتبال شانگهای پورت       | Kevin Muscat      | اسکار (بازیکن فوتبال) | Nike | Roewe                                                                                          |
| باشگاه فوتبال شانگهای شنهوا      | Leonid Slutsky    | Wu Xi                 | Nike | Bank of Communications                                                                         |
| Shenzhen Peng City               | Jesús Tato        | Zhu Baojie            | Nike | None                                                                                           |
| باشگاه فوتبال تیانجین تایگرز     | Yu Genwei         | Wang Qiuming          | Nike | Jinmen Tiger                                                                                   |
| باشگاه فوتبال ووهان تری تاونز    | Ricardo Rodríguez | Ren Hang              | Nike | None                                                                                           |
| Zhejiang                         | Jordi Vinyals     | Franko Andrijašević   | Nike | None                                                                                           |

## پرافتخارترین باشگاه‌ها
| باشگاه           | قهرمانی |
| ---------------- | ------- |
| گوانگ‌ژو اورگراند | ۸       |
| شاندونگ لیونگ    | ۵       |
| شانگهای SIPG     | ۳       |
| بیجینگ گوان      | ۱       |
| چانگچون یاتای    | ۱       |
| دالیان هایچانگ   | ۱       |
| شنژن             | ۱       |
| جیانگسو سونینگ   | ۱       |

## قهرمانان
| فصل  | قهرمانان                       | نائب قهرمان                    |
| ---- | ------------------------------ | ------------------------------ |
| 2004 | باشگاه فوتبال شنژن             | باشگاه فوتبال شاندونگ لیونگ    |
| 2005 | باشگاه فوتبال دالیان           | باشگاه فوتبال شانگهای شنهوا    |
| 2006 | باشگاه فوتبال شاندونگ لیونگ    | باشگاه فوتبال شانگهای شنهوا    |
| 2007 | باشگاه فوتبال چانگچون یاتای    | باشگاه فوتبال بیجینگ گوان      |
| 2008 | باشگاه فوتبال شاندونگ لیونگ    | باشگاه فوتبال شانگهای شنهوا    |
| 2009 | باشگاه فوتبال بیجینگ گوان      | باشگاه فوتبال چانگچون یاتای    |
| 2010 | باشگاه فوتبال شاندونگ لیونگ    | باشگاه فوتبال تیانجین تایگرز   |
| 2011 | باشگاه فوتبال گوانگ‌ژو اورگراند | باشگاه فوتبال بیجینگ گوان      |
| 2012 | باشگاه فوتبال گوانگ‌ژو اورگراند | باشگاه فوتبال جیانگسو سونینگ   |
| 2013 | باشگاه فوتبال گوانگ‌ژو اورگراند | باشگاه فوتبال شاندونگ لیونگ    |
| 2014 | باشگاه فوتبال گوانگ‌ژو اورگراند | باشگاه فوتبال بیجینگ گوان      |
| 2015 | باشگاه فوتبال گوانگ‌ژو اورگراند | باشگاه فوتبال شانگهای پورت     |
| 2016 | باشگاه فوتبال گوانگ‌ژو اورگراند | باشگاه فوتبال جیانگسو سونینگ   |
| 2017 | باشگاه فوتبال گوانگ‌ژو اورگراند | باشگاه فوتبال شانگهای پورت     |
| 2018 | باشگاه فوتبال شانگهای پورت     | باشگاه فوتبال گوانگ‌ژو اورگراند |
| 2019 | باشگاه فوتبال گوانگ‌ژو اورگراند | باشگاه فوتبال بیجینگ گوان      |
| 2020 | باشگاه فوتبال جیانگسو سونینگ   | باشگاه فوتبال گوانگ‌ژو اورگراند |
| 2021 | باشگاه فوتبال شاندونگ لیونگ    | باشگاه فوتبال شانگهای پورت     |
| 2022 | باشگاه فوتبال ووهان تری تاونز  | باشگاه فوتبال شاندونگ لیونگ    |
| 2023 | باشگاه فوتبال شانگهای پورت     | باشگاه فوتبال شاندونگ لیونگ    |
| 2024 | باشگاه فوتبال شانگهای پورت     | باشگاه فوتبال شانگهای شنهوا    |